# 伊那谷道中かぶちゃん村
伊那谷道中（いなだにどうちゅう）は、かつて長野県飯田市にあったテーマパーク。

## 概要
江戸から昭和初期にかけての伊那谷の街並みを再現し、伊那谷の古き時代を体験できるミュージアムパークとなっていた。園内には、体験工房の工芸館や陶芸館、シルク館など多彩な施設が集まり、伝統産業の体験や食事などができた。
ゴールデンウィークや年末年始をはじめ、夏休みに入る時期や不定期にさまざまな催しが行われていた。園内を1周12分で走るポッポなどもあった。また、美肌に効果があるとされるアルカリ性単純泉の水晶山温泉 満願成就の湯が併設されており、日帰り温泉のほか食事、宴会もできた。

## 沿革
1997年9月にオープンし、当初は信州ふるさとの杜 伊那谷道中として運営していた。2008年（平成20年）10月より株式会社飯田水晶山温泉ランドが南信州ケフィアランド伊那谷道中として運営を開始、伊那谷道中かぶちゃん村の施設名称で運営していた。2012年4月12日、厄除け開運のワンダーランド・南信州かぶちゃん村に改称、“村長”にかぶちゃん農園代表取締役鏑木武弥が就任し新装開業。
2018年7月26日に営業停止。運営会社であった株式会社飯田水晶山温泉ランドは、同年9月3日に親会社である株式会社ケフィア事業振興会とともに、東京地方裁判所から破産手続開始決定を受けた。
伊那谷道中かぶちゃん村並びに水晶山温泉の跡地は、破産管財人が調査を行った上で、競売にかけられた。その後の第1順位の優先交渉権者の減額要請があり、破産管財人との協議が不調に終わったために第1順位の優先交渉権者への売却を断念。最終的に第2順位の優先交渉権者へ2019年4月26日に売却された。
飯田水晶山温泉ランドは、2022年1月25日に異時廃止により破産手続が終了し、2022年3月1日に法人格が消滅した。

## 主な施設
- 中馬館－伊那谷の産業を支えた流通業「中馬」の史料館。

- 工芸館－伝統産業の紙漉きと染色が体験できた。
- 陶芸館－絵付け体験やキャンドル作り体験ができた。
- シルク館－機織りやまゆ玉を使った人形作りの体験。
- 水引の飯名水引－飯田の誇る伝統工芸水引の展示館。

- 喜久水館－地酒喜久水酒造のお店。酒作りの展示の他、試飲コーナーもあった。

- 寿福亭－席数100席の和風レストラン。
- 開運楼1F－総合売店。地元のお土産を販売していた。
- 開運楼2F－団体レストラン。350名収容。

- おまつり広場－なつかしい遊びができた。
- からくり館－不思議な館。
- ポッポ-園内をゆっくりと走る汽車型乗り物。案内を聞きながら12分ほどかけて園内を一周する。天候等の都合上、冬期は運休していた。

- 体験施設4種/飲食施設4種/地場産直売店/有料施設3種　他

## 利用情報
- 営業時間
  - 通常期間、9:30 - 17:00
  - 冬期期間、9:30 - 16:00
- 休業日
  - 平成27年10月13日（火）から毎週火曜日定休
  - 水晶山温泉 満願成就の湯は火曜定休
  - ※定休日は年末年始・お盆期間を除く

## 所在地
- 〒395-0243　長野県飯田市箱川386-1

## 交通アクセス
- 鉄道： JR東海飯田線・飯田駅よりタクシーで20分
- 車: 中央道・飯田山本ICより5分、昼神温泉より20分

## 周辺情報
- 天竜峡
- 昼神温泉
- ヘブンスそのはら
- 旧小笠原家書院